# San Antonio Nanahuatipam
San Antonio Nanahuatipam es una localidad del estado mexicano de Oaxaca. Es cabecera del municipio de San Antonio Nanahuatipam.

## Demografía
| Censo | Población |
| ----- | --------- |
| 1900  | 590       |
| 1910  | 677       |
| 1921  | 573       |
| 1930  | 618       |
| 1940  | 464       |
| 1950  | 551       |
| 1960  | 578       |
| 1970  | 729       |
| 1980  | 921       |
| 1990  | 1023      |
| 1995  | 947       |
| 2000  | 894       |
| 2005  | 884       |
| 2010  | 875       |
| 2020  | 822       |